# عایشه بنت عبدالرحمان هاشمی
عایشه بنت عبدالرحمان هاشمی (۱۱۴۷ - ۱۴۲۰م) (عایشه بنت عبدالرحمان بن محمد بن فهد) بانوی محدث و نیکوکار حجازی، از اهالی مکه و هاشمی‌تبار بود. اجازه ی نقل روایت از هفت تن از علمای روزگارش را داشت. 

## منبع
1. ↑  سخاوی، محمد بن عبدالرحمن ( ۱۹۹۲). الضوء اللامع لأهل القرن التاسع. بیروت: دار الجیل. تاریخ وارد شده در |سال= را بررسی کنید (کمک)
2. ↑  کحاله، عمر رضا (۱۹۵۹). أعلام النساء فی عالمی العرب والإسلام. ج. ۳. بیروت: موسسة الرسالة. ص. ۱۵۷. تاریخ وارد شده در |سال= را بررسی کنید (کمک)